# Espinó (física)
Els espinons són una de les dues quasipartícules, juntament amb els holons, que els electrons en els sòlids aconsegueixen separar durant el procés de separació espín-càrrega, quan es veuen estrictament limitats a temperatures pròximes al zero absolut.
Els electrons, essent de càrrega igual, es repel·leixen. Consegüentment, a la fi d'haver travessat tots junts en un medi extremadament concorregut, es veuen obligats a modificar el seu comportament. Una recerca, publicada en el juliol del 2009 per la Universitat de Cambridge i per la de Birmingham (Anglaterra), demostrava que els electrons podien saltar de la superfície del metall sobre un fil quàntic localitzat precisament per mitjà del túnel quàntic, de tal manera que se separen en dues quasipartícules, definides pels investigadors com a espinons i holons.